# Cerchio magico

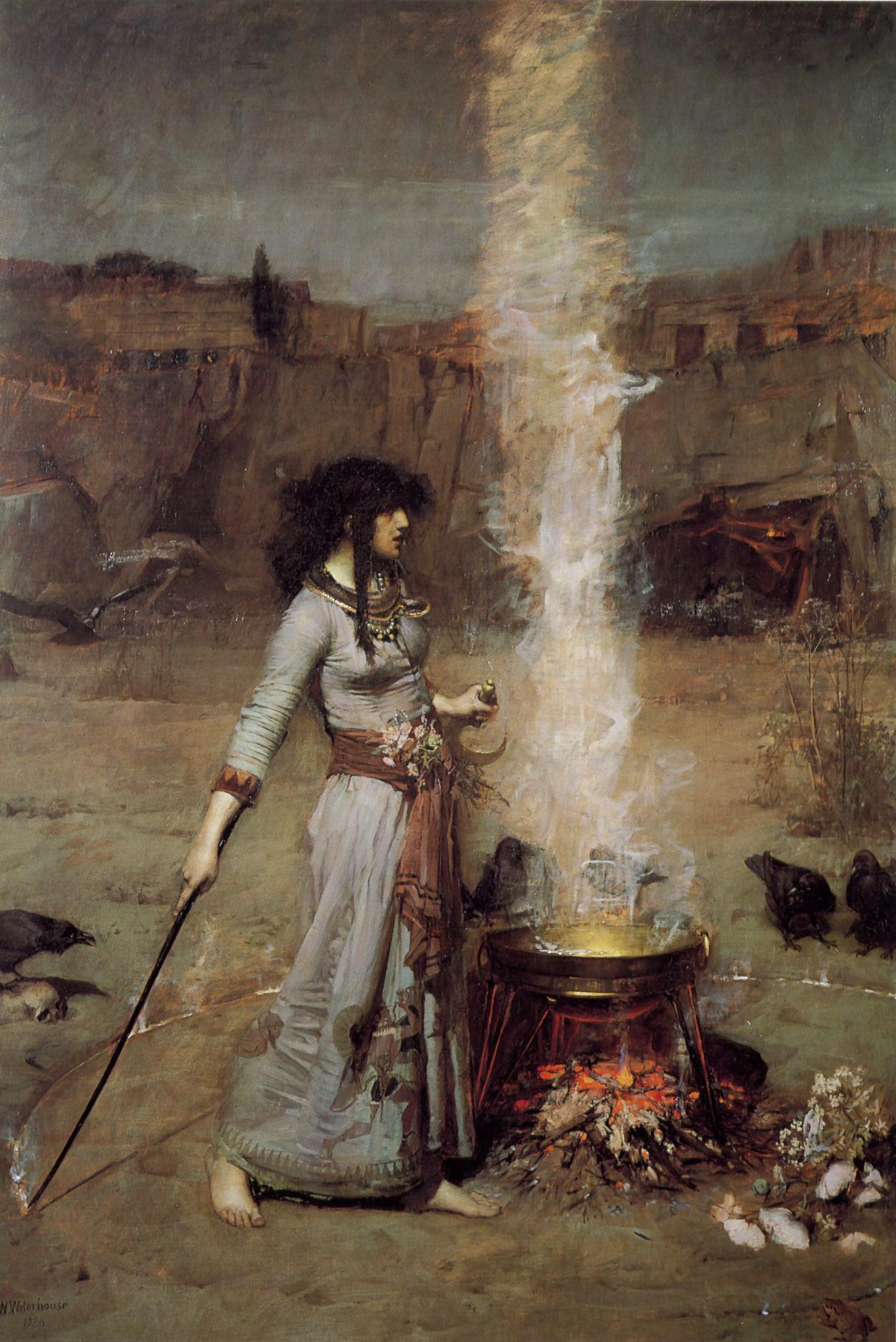
Dipinto di John William Waterhouse (1886) che rappresenta la tracciatura del cerchio

Il cerchio magico (o circolo magico) è un rituale di origini molto antiche che ha avuto particolare uso nella magia cerimoniale, praticata soprattutto tra Medioevo e Rinascimento, poi in seguito tornata in auge nell'800.

## Rituale
La tracciatura di questo cerchio veniva utilizzata come forma di protezione, per tenere fuori le energie potenzialmente negative e malvagie che venivano evocate in un triangolo posto al di fuori di esso.
Il cerchio magico attinge la sua essenza simbolica all'archetipo del cerchio, figura geometrica che è simbolo di pienezza ma anche di continuità e ciclicità. La stessa forma del cerchio vuole simboleggiare armonia, completezza e perfezione, quindi uno stato di coscienza proiettato in un simbolo che, secondo gli  studi condotti in psicoanalisi da Carl Gustav Jung, rappresenta l'archetipo dell'individuazione psichica (ossia l'affermazione del proprio Sé).
Nel contesto rituale, il Cerchio magico esprime la volontà del praticante di ricreare intorno a sé uno spazio in cui richiamare delle energie, legate all'universo e alle sue dinamiche, necessarie al compimento dei suoi rituali. Il cerchio magico rappresenta dunque lo spazio sacro spirituale in cui compiere rituali, atti di devozione, meditazione e pratiche spirituali. 

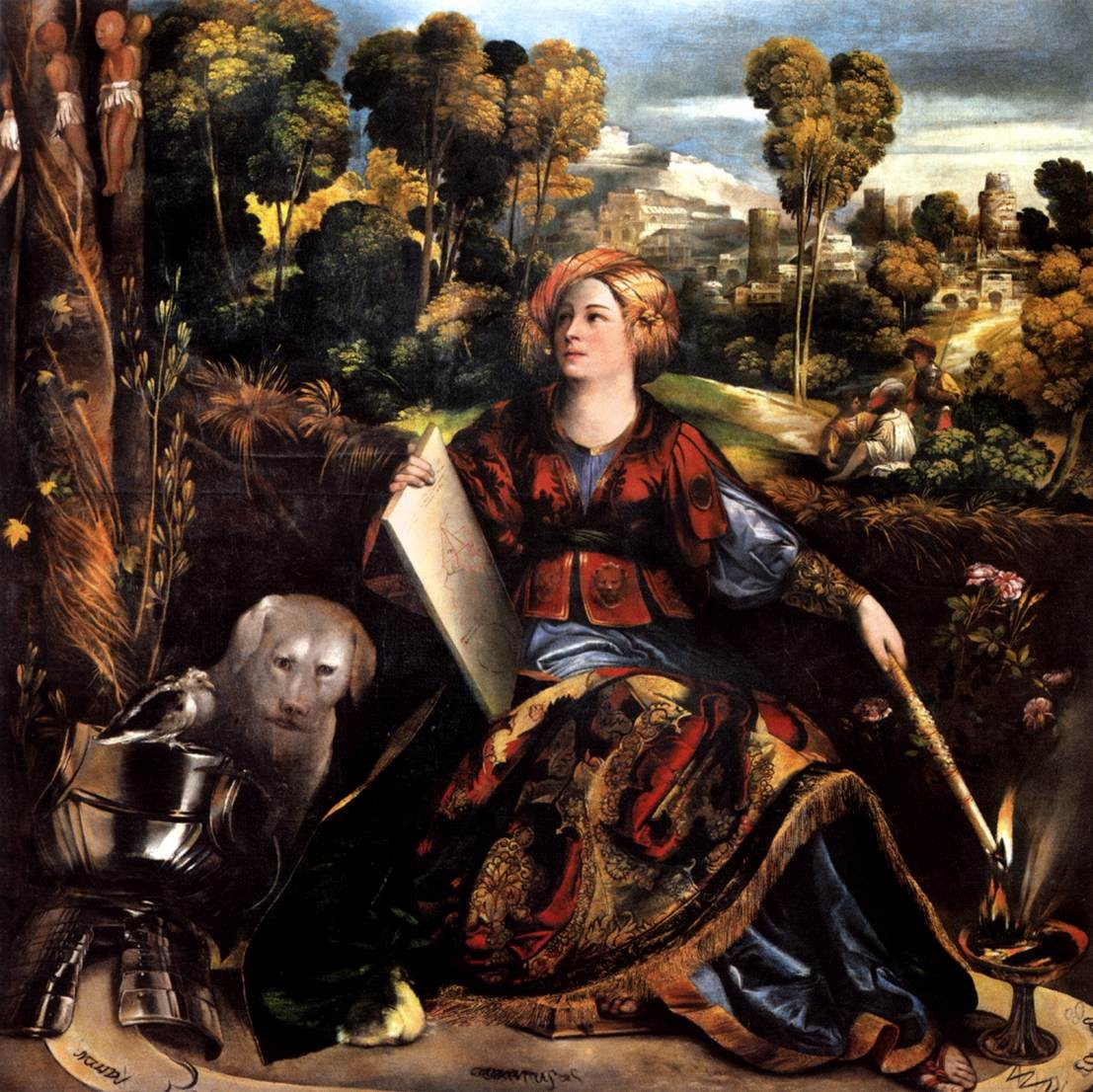
Dipinto di Dosso Dossi dell'inizio del XVI sec. che rappresenta la maga Melissa all'interno del cerchio magico.

### Rituale del cerchio nel neopaganesimo
Il rituale ha avuto una riscoperta e rivalutazione nel movimento spirituale neopagano, in particolar modo nel Druidismo e, soprattutto, nella Wicca.

## Metonimia
Nel gergo della comunicazione politica italiana e nel lessico giornalistico nazionale, è invalso l'uso di definire in tal modo il gruppo di fedelissimi di un dirigente politico che ha costruito la sua "squadra" di fiducia in modo prevalentemente amicale, almeno a partire dal caso di Umberto Bossi.
Il termine gergale (che sarebbe una versione aggiornata della camarilla) si è trasformato in una descrizione icastica e umoristica del gruppo, per lo più in base alla sua provenienza geografica, come nel caso della cerchia di Pier Luigi Bersani, in cui l'espressione è mutata nell'appellativo "tortellino magico", riferito alla provenienza emiliana di quel gruppo dirigente. Allo stesso modo, l'appellativo "giglio magico", invece, è stato usato per definire l'entourage di Matteo Renzi, con riferimento alla provenienza fiorentina di varie sue componenti e dello stesso leader, che sarcasticamente lo ha definito "mitico".